# TGFA
TGFA (англ. Transforming growth factor alpha) – білок, який кодується однойменним геном, розташованим у людей на короткому плечі 2-ї хромосоми.  Довжина поліпептидного ланцюга білка становить 160 амінокислот, а молекулярна маса — 17 006.
| 10         |  | 20         |  | 30         |  | 40         |  | 50         |
| ---------- |  | ---------- |  | ---------- |  | ---------- |  | ---------- |
| MVPSAGQLAL |  | FALGIVLAAC |  | QALENSTSPL |  | SADPPVAAAV |  | VSHFNDCPDS |
| HTQFCFHGTC |  | RFLVQEDKPA |  | CVCHSGYVGA |  | RCEHADLLAV |  | VAASQKKQAI |
| TALVVVSIVA |  | LAVLIITCVL |  | IHCCQVRKHC |  | EWCRALICRH |  | EKPSALLKGR |
| TACCHSETVV |  |            |  |            |  |            |  |            |

A: Аланін

C: Цистеїн

D: Аспарагінова кислота

E: Глутамінова кислота

F: Фенілаланін

G: Гліцин

H: Гістидин

I: Ізолейцин

K: Лізин

L: Лейцин

M: Метіонін

N: Аспарагін

P: Пролін

Q: Глутамін

R: Аргінін

S: Серин

T: Треонін

V: Валін

W: Триптофан

Кодований геном білок за функціями належить до факторів росту, мітогенів. 
Задіяний у таких біологічних процесах як поліморфізм, альтернативний сплайсинг. 
Локалізований у клітинній мембрані, мембрані.
Також секретований назовні.